# Горацио (персонаж)
Горацио (англ. Horatio) — персонаж трагедии Уильяма Шекспира «Гамлет, принц датский», друг главного героя. Появляется в многочисленных экранизациях пьесы.

## Роль в сюжете
До начала действия пьесы Горацио участвовал в разгроме норвежского короля Фортинбраса, потом учился в Виттенбергском университете вместе с Гамлетом. Он приехал в Эльсинор на похороны короля и остался при датском дворе в качестве друга принца, без какой-либо официальной должности. Этот персонаж появляется в самой первой сцене пьесы, когда стражники рассказывают ему о появлении призрака покойного короля. В дальнейшем Горацио присутствует при всех основных событиях, но при этом, как правило, не участвует в них: в первую очередь это собеседник Гамлета. Он переживает всех членов королевской семьи и в финале обещает рассказать «незнающему свету, как всё произошло».
Имя Горацио исследователи связывают с латинскими словами ratio (разум) и orator, определяющими роль этого персонажа в действии.

## В экранизациях
Горацио стал героем множества экранизаций пьесы.
- 1921 — «Гамлет», Германия, режиссёры Свен Гейд и Хайнц Шелл, в роли Горацио Хайнц Стида.
- 1948 — «Гамлет», Великобритания, режиссёр Лоуренс Оливье, в роли Горацио Норман Вуланд.
- 1964 — «Гамлет», СССР, режиссёр Григорий Козинцев, в роли Горацио Владимир Эренберг.
- 1974 — «Гамлет», Австралия, режиссёр Джулиан Прингл, в роли Горацио Джон Парамор.
- 1990 — «Гамлет», США, Великобритания, Италия, режиссёр Франко Дзеффирелли, в роли Горацио Стивен Диллейн.
- 1996 — «Гамлет», Великобритания, США, режиссёр Кеннет Брана, в роли Горацио Николас Фаррелл.
- 2000 — «Гамлет», США, режиссёр Майкл Алмерейда, в роли Горацио Карл Джиари.
- 2009 — «Гамлет. XXI век», Россия, режиссёр Юрий Кара, в роли Горацио Дмитрий Бероев.
- 2011 — «Гамлет», Канада, режиссёр Брюс Рэмси, в роли Горацио Стивен Лобо.
- 2018 — «Офелия», США, Великобритания, режиссёр Клэр Маккарти, в роли Горацио Девон Террелл.